# San Antonio (Florida)
San Antonio és una població dels Estats Units a l'estat de Florida. Segons el cens del 2000 tenia 655 habitants.

## Demografia
Segons el cens del 2000, San Antonio tenia 655 habitants, 270 habitatges, i 180 famílies. La densitat de població era de 205,6 habitants/km².
Dels 270 habitatges en un 33,7% hi vivien nens de menys de 18 anys, en un 54,8% hi vivien parelles casades, en un 10,7% dones solteres, i en un 33,3% no eren unitats familiars. En el 29,3% dels habitatges hi vivien persones soles el 7,4% de les quals corresponia a persones de 65 anys o més que vivien soles. El nombre mitjà de persones vivint en cada habitatge era de 2,43 i el nombre mitjà de persones que vivien en cada família era de 3,03.
Per edats la població es repartia de la següent manera: un 27,2% tenia menys de 18 anys, un 8,4% entre 18 i 24, un 29,3% entre 25 i 44, un 24% de 45 a 60 i un 11,1% 65 anys o més.
L'edat mediana era de 36 anys. Per cada 100 dones de 18 o més anys hi havia 87,1 homes.
La renda mediana per habitatge era de 43.125 $ i la renda mediana per família de 58.750 $. Els homes tenien una renda mediana de 39.375 $ mentre que les dones 27.031 $. La renda per capita de la població era de 20.287 $. Entorn del 9,8% de les famílies i el 10,1% de la població estaven per davall del llindar de pobresa.

## Poblacions més properes
El següent diagrama mostra les poblacions més properes.